# Ultimate Kylie
Ultimate Kylie je tretja kompilacija avstralske pevke Kylie Minogue, ki je novembra 2004 izšla preko založbe Parlophone Records. To je njena tretja kompilacija, ki je sledila kompilacijama Greatest Hits (1992) in Hits+ (2000). Kompilacijo so v nekaterih državah izdali zaščiteno z zaščitnim sistemom Copy Control. Kompilacija Ultimate Kylie je vključevala različne formate; nekje so jo izdali z dvema CD-jema, nekje pa z dodatnim DVD-jem in drugje v digitalni različici z videospotom njene verzije pesmi »Dancing Queen«, ki jo je sicer v osemdesetih posnela švedska pop glasbena skupina ABBA.
Kompilacija Ultimate Kylie je s strani kritikov prejela v glavnem pozitivne ocene; mnogi so menili, da je to najboljša kompilacija z največjimi uspešnicami, kar jih je Kylie Minogue kdaj izdala, a nekateri so vseeno dejali, da so jih pesmi, ki naj bi predstavljale njene največje uspešnice, razočarale. Album je vključeval pesmi z vseh njenih devetih glasbenih albumov, ki jih je do tedaj izdala, ter dve novi pesmi, »I Believe in You« (ki jo je napisala v sodelovanju z duetom Scissor Sisters) in »Giving You Up« (ki jo je napisala v sodelovanju s skupino tekstopiscev Xenomania). Album so v Avstraliji v obliki dveh CD-jev in DVD-ja kasneje ekskluzivno ponovno izdali; album je ob ponovnem izidu na avstralski lestvici debitiral na šestnajstem in nazadnje zasedel sedmo mesto.

## Ozadje
Kompilacija Ultimate Kylie je tretja pomembenjša kompilacija Kylie Minogue z njenimi največjimi uspešnicami (drugi dve kompilaciji sta bili kompilaciji Greatest Hits in Hits+). Čeprav ni njena prva kompilacija, je kompilacija Ultimate Kylie zelo pomembna, saj je njena edina kompilacija, ki vključuje pesmi, ki jih je izdala tako s tekstopisci Stock Aitken Waterman kot z založbama Parlophone Records in Deconstruction Records. Kylie Minogue je kompilacijo oglaševala predvsem tako, da je večino pesmi ponovno izdala v Združenem kraljestvu. Kljub temu se večina teh pesmi ni uvrstila na nobeno lestvico. Kompilacija je vključevala tudi dve novi pesmi, »I Believe in You« in »Giving You Up«, ki ju je Kylie Minogue posnela posebej za kompilacijo Ultimate Kylie. Ostale pesmi s kompilacije so bile pesmi, ki jih je nameravala vključiti na album Body Language, a jih je založba zavrnila; pesem »B.P.M.« je izšla kot B-stran pesmi »I Believe in You«. Na kompilacijo so nameravali vključiti tudi pesmi »I'm Fascinated« in »Give Me a Reason«, ki pa ju je založba zavrnila. Obe pesmi je napisala Kylie Minogue v sodelovanju s skupino tekstopiscev Biffco. Na kompilacijo so nameravali vključiti tudi pesem z naslovom »I Put a Spell on You«. V katalogu založbe EMI/Parlophone so album označili za eno izmed najboljših jazz del Kylie Minogue.
V sodelovanju s skupino tekstopiscev Xenomania je Kylie Minogue napisala pesem »Made Of Glass«, ki so jo izdali kot B-stran pesmi »Giving You Up«. V tem času so napisali tudi pesem »Loving You«. Čeprav pesmi nikoli niso zares posneli in preuredili, so leta 2004, takoj po izidu kompilacije Ultimate Kylie izdali demo posnetek pesmi, skupaj z demo posnetkom pesmi »Everything I Know«, ki jo je Kylie Minogue napisala v sodelovanju z duetom Scissor Sisters.

## Zgodovina izidov
Preko albuma so ponovno izdali uspešnico s prvega glasbenega albuma Kylie Minogue Kylie, »It's No Secret«; z albuma Let's Get to It pesmi »Word Is Out«, »If You Were with Me Now« in »Finer Feelings«; s kompilacije Greatest Hits pesem »What Kind of Fool (Heard All That Before)«; z albuma Kylie Minogue pesem »Where Is the Feeling?«; in z albuma Impossible Princess pesem »Some Kind of Bliss«. Kompilacija je vključevala tudi veliko singlov, ki jih je napisala skupina tekstopiscev Stock Aitken Waterman v času, ko je Kylie Minogue sodelovala z založbo Deconstruction Records; kljub temu jih kar nekaj na kompilacijo niso vključili, saj so želeli prihraniti več prostora za njene večje uspešnice, izdane v času njenega sodelovanja z založbo Parlophone Records. Japonska izdaja albuma je vključevala tudi pesmi »Turn It into Love«, »Can't Get Blue Monday Out of My Head« in »Slow« (remix Chemical Brothers).
DVD kompilacije je vključeval videospote vseh pesmi, sicer vključenih na kompilacijo, z izjemo videospota za pesem »Giving You Up« (ki so ga v tistem času še snemali). Vključeval je tudi nastop Kylie Minogue na podelitvi nagrad BRIT Awards leta 2002 s pesmijo »Can't Get Blue Monday Out of My Head« oziroma z mešanico pesmi »Can't Get You Out of My Head« in »Blue Monday« glasbene skupine New Order. Prve izdaje britanske različice DVD-ja naj bi poškodovali razni ultravijolični žarki, zato je založba EMI DVD tamkaj ponovno izdala.
Kompilacijo so oktobra 2006 samo v Avstraliji v sklopu promocije turnejethe Showgirl Tour ponovno izdali. Nova različica je vključevala dva CD-ja in en DVD, ki so bili na začetku na voljo le posamezno. Založba Parlophone Records je oznanila, da kompilacije ne namerava izdati še enkrat, a so jo nazadnje izdali tudi v digitalni obliki preko spleta.

## Sprejem s strani kritikov
Kompilacija Ultimate Kylie je s strani glasbenih kritikov prejela v glavnem pozitivne ocene. Novinar revije PopMatters je albumu dodelil pozitivno oceno in napisal: »Kompilacija Ultimate Kylie, ki se zdi kot skrbno načrtovano delo, je eno izmed najboljših plesnih del, pa čeprav vključuje tudi nekatere njene manj uspešne plesne single iz osemdesetih. Vključuje dovolj pesmi, da si zapolnite svoje MP3-je z le najboljšimi.« Kompilaciji je dodelil osem zvezdic od desetih, kar je izjemno dobra ocena, poleg tega pa jo je označil za »eno izmed najboljših del vseh časov, ne glede na ustvarjalca ali zvrst.« Stephen Thomas Erlewine s spletne strani Allmusic je kompilaciji dodelil štiri zvezdice in pol od petih, torej pozitivno oceno. Na začetku ocene je napisal: »Kylie Minogue že dolgo ni izdala kompilacije takšne dolžine.« Nazadnje je o kompilaciji napisal: »Vseeno vključuje vse največje uspešnice Kylie Minogue, tako večje kot manjše, kar pomeni, da te kompilacije ne bodo kupovali samo njeni največji oboževalci; kompilacija Ultimate Kylie je primerna tudi za tiste, ki poznajo samo njene največje uspešnice.«
Jason Shawahn s spletne strani About.com je kompilaciji dodelil štiri od petih zvezdic. Pohvalil je novi dve pesmi s kompilacije, za katere meni, da sta »dve najboljši deli Kylie Minogue v zadnjih nekaj letih« in dodal, da se s pesmima pokaže v svoji najboljši formi. Nazadnje je napisal: »In če nehamo govoriti o Kylie, tudi vodje založbe EMI so opravili precej dobro delo.« Mark Edwards iz revije Stylus je kompilacijo označil za »grozno skropucalo«, polno »cvilečih pesmi«. V oceni je napisal tudi: »Vsako leto Kylie Minogue izda eno ali dve pop uspešnici, ki sicer nista nič posebnega, a se dobro prodajata in Kylie zasluži veliko denarja ter nazadnje po nekaj letih izda kompilacijo z največjimi uspešnicami. Vsi obožujejo Kylie, zato ni pomembno, če je album slab.« Predvsem je kritiziral pesmi, ki jih je Kylie Minogue izdala preko založbe PWL Records in Deconstruction Records, pohvalil pa je nekaj pesmi, ki jih je izdala preko založbe Parlophone Records. Jaime Gill s spletne strani Yahoo!Music je kompilaciji dodelil pozitivno oceno: »Zakaj pa nam ne bi bil všeč serija bleščečih se singlov in brilijantnih pop pesmi? Če bi jutri izginila ona sama, bi bilo mar le nekaterim, takšne pesmi pa bi resnično pogrešali.« Leta 2007 je revija The Guardian kompilacijo vključila na svoj seznam »1000 albumov, ki jih morate slišati preden umrete«.

## Dosežki na lestvicah
Na britanski glasbeni lestvici je kompilacija Ultimate Kylie debitirala na četrtem mestu, nazadnje pa tam zasedla tretje mesto in na lestvici ostala enaintrideset zaporednih tednov. Za 900.000 prodanih izvodov je kompilacija prejela trikratno platinasto certifikacijo s strani organizacije British Phonographic Industry (BPI). V Združenih državah Amerike je kompilacija izšla tako v fizični kot v digitalni obliki, vendar se ni uvrstila na lestvico Billboard 200. Zasedla je peto mesto na avstralski glasbeni lestvici. Na lestvici je kompilacija ostala dvainštirideset tednov in nazadnje za 280.000 prodanih izvodov v državi prejela štirikratno platinasto certifikacijo s strani organizacije Australian Recording Industry Association (ARIA).
Kompilacija Ultimate Kylie je veliko uspeha požela tudi v drugih državah. Zasedla je štirinajsto mesto na flandrski in petintrideseto na valonski glasbeni lestvici, v Belgiji pa je za uspešno prodajo prejela platinasto certifikacijo. Kompilacija je na španski lestvici debitirala na devetinštiridesetem mestu in tam nazadnje po petnajstih tednih zasedla štiriintrideseto mesto. Kompilacija je za 50.000 prodanih izvodov v tej državi prejela zlato certifikacijo. Zasedla je tudi osmo mesto na irski lestvici ter za uspešno prodajo tamkaj nazadnje prejela platinasto certifikacijo s strani organizacije Irish Recording Music Association. Ta kompilacija do danes najuspešnejša kompilacija z največjimi uspešnicami Kylie Minogue.

## Singli
Pesem »I Believe in You« je povsod po svetu izšla kot prvi singl s kompilacije. Pesem je 6. decembra 2004 izšla v Veliki Britaniji, na radijskih postajah pa so jo predvajali že vse od 19. oktobra 2004. Pesem sta napisala in producirala Jake Shears in Babydaddy iz dueta Scissor Sisters. Kot B-stran singla je izšla pesem »B.P.M.«, ki jo je Kylie Minogue sicer posnela že v času snemanja pesmi za album Body Language. Pesem »I Believe in You« je zasedla drugo mesto na britanski glasbeni lestvici; v tistem času se je bolje od te pesmi prodajala le pesem »Do They Know It's Christmas?« glasbene skupine Band Aid. Tudi sicer je pesem s strani glasbenih kritikov prejela v glavnem pozitivne ocene. Decembra 2004 je bila pesem nominirana za grammyja v kategoriji za »najboljše plesno delo«.
Kot drugi in zadnji singl s kompilacije so izdali pesem »Giving You Up«. Pesem je kot singl izšla 28. marca 2005 v Veliki Britaniji. Ob izidu je zasedla šesto mesto na britanski glasbeni lestvici in prejela mešane ocene s strani kritikov. Kot B-stran singla je izšla pesem »Made of Glass«, ki je na internetu sicer izšla že decembra 2004. Pesmi »Giving You Up« in »Made of Glass« je napisala in producirala skupina Xenomania. Čeprav je pesem »Made of Glass« izšla le kot B-stran, je požela prav toliko uspeha kot pesem »Giving You Up« in prejela veliko pozornosti tako s strani oboževalcev kot s strani avstralskih radijev. Zaradi tega se je tudi pesem »Made of Glass« uvrstila na avstralsko glasbeno lestvico.

## Seznam pesmi
Disk 1
1. »Better the Devil You Know« z albuma Rhythm of Love – 3:53
2. »The Loco-Motion« z albuma Kylie – 3:14
3. »I Should Be So Lucky« z albuma Kylie – 3:24
4. »Turn It Into Love« z albuma Kylie - 3:36 dodatna japonska pesem
5. »Step Back in Time« z albuma Rhythm of Love – 3:04
6. »Shocked« z albuma Rhythm of Love – 3:09
7. »What Do I Have to Do?« z albuma Rhythm of Love – 3:33
8. »Wouldn't Change a Thing« z albuma Enjoy Yourself – 3:14
9. »Hand on Your Heart« z albuma Enjoy Yourself – 3:51
10. »Especially for You« skupaj z Jasonom Donovanom z albuma Ten Good Reasons od Jasona Donovana – 3:56
11. »Got to Be Certain« z albuma Kylie – 3:19
12. »Je Ne Sais Pas Pourquoi« z albuma Kylie – 4:01
13. »Give Me Just a Little More Time« z albuma Let's Get to It – 3:06
14. »Never Too Late« z albuma Enjoy Yourself – 3:21
15. »Tears on My Pillow« z albuma Enjoy Yourself – 2:29
16. »Celebration« from Greatest Hits – 4:01

Disk 2
1. »I Believe in You« - nova pesem  – 3:21
2. »Can't Get You Out of My Head« z albuma Fever – 3:52
3. »Love at First Sight« z albuma Fever – 3:59
4. »Slow« z albuma Body Language – 3:13
5. »On a Night Like This« z albuma Light Years – 3:33
6. »Spinning Around« z albuma Light Years – 3:27
7. »Kids« skupaj z Robbiejem Williamsom z albuma Light Years – 4:20
8. »Confide in Me« z albuma Kylie Minogue – 4:26
9. »In Your Eyes« z albuma Fever – 3:18
10. »Please Stay« z albuma Light Years – 4:04
11. »Red Blooded Woman« z albuma Body Language – 4:20
12. »Giving You Up« - nova pesem – 3:30
13. »Chocolate« z albuma Body Language – 4:01
14. »Come Into My World« z albuma Fever – 4:06
15. »Put Yourself in My Place« z albuma Kylie Minogue – 4:11
16. »Did It Again« z albuma Impossible Princess – 4:14
17. »Breathe« z albuma Impossible Princess – 3:40
18. »Where the Wild Roses Grow« skupaj z Nickom Caveom z albuma Murder Ballads od Nick Cave – 3:57
19. »Can't Get Blue Monday Out of My Head« z albuma Fever dodatna japonska pesem
20. »Slow« (remix Chemical Brothers) z albuma Body Language dodatna japonska pesem
21. »Secret (Take you Home)« z albuma Body Language dodatna tajska pesem

Nemška različica albuma je vključevala pesem »Your Disco Needs You« (tudi z albuma Light Years) namesto pesmi »Please Stay«.
Disk 3 (DVD)
1. »I Should Be So Lucky«
2. »Got to Be Certain«
3. »The Loco-Motion«
4. »Je Ne Sais Pas Pourquoi«
5. »Especially for You« (skupaj z Jasonom Donovanom)
6. »Hand on Your Heart"
7. »Wouldn't Change a Thing«
8. »Never Too Late«
9. »Tears on My Pillow«
10. »Better the Devil You Know«
11. »Step Back in Time«
12. »What Do I Have to Do?«
13. »Shocked«
14. »Give Me Just a Little More Time«
15. »Celebration«
16. »Confide in Me«
17. »Put Yourself in My Place«
18. »Where the Wild Roses Grow« (skupaj z Nickom Caveom)
19. »Did It Again«
20. »Breathe«
21. »Spinning Around«
22. »On a Night Like This«
23. »Kids« (skupaj z Robbiejem Williamsom)
24. »Please Stay«
25. »Can't Get You Out of My Head«
26. »In Your Eyes«
27. »Love at First Sight«
28. »Come Into My World«
29. »Slow«
30. »Red Blooded Woman«
31. »Chocolate«
32. »I Believe in You«

Dodatni videospot
1. »Can't Get Blue Monday Out of My Head« (v živo s podelitve nagrad BRIT Awards leta 2002)

## Dosežki in certifikacije

### Dosežki
| Lestvica                                  | Dosežek |
| ----------------------------------------- | ------- |
| Avstralija (ARIA)                         | 5       |
| Belgija (Flandrija; Ultratop 50)          | 14      |
| Belgija (Valonija; Ultratop 40)           | 35      |
| Kolumbija (Colombia Album Charts)         | 1       |
| Danska (Tracklisten)                      | 17      |
| Nizozemska (Dutch Top 40)                 | 37      |
| Finska (The Official Finnish Charts)      | 24      |
| Grčija (IFPI - Grčija)                    | 9       |
| Irska (IRMA)                              | 8       |
| Japonska (Oricon)                         | 39      |
| Nova Zelandija (RIANZ)                    | 33      |
| Norveška (VG-lista)                       | 18      |
| Španija (Productores de Música de España) | 27      |
| Švedska (Sverigetopplistan)               | 23      |
| Švica (Media Control Chart)               | 19      |
| Združeno kraljestvo (UK Albums Chart)     | 4       |

| Država (2004)                         | Dosežek |
| ------------------------------------- | ------- |
| Avstralija (ARIA)                     | 42      |
| Združeno kraljestvo (UK Albums Chart) | 27      |
| Država (2005)                         | Dosežek |
| Avstralija (ARIA)                     | 38      |
| Država (2006)                         | Dosežek |
| Avstralija (ARIA)                     | 40      |

| Država (2000 - 2010) | Dosežek |
| -------------------- | ------- |
| Avstralija (ARIA)    | 82      |

## Ostali ustvarjalci
- Urejanje - Ashley Phase (Whitfield Street Mastering)
- Opombe - Neil Rees & Nigel Goodall
- Zahvale - Tom Parker
- Vizualni dodatki - William Baker
- Fotografija - Simon Emmett
- Fotomontaža - Tony Hung